# Berinda amabilis
Berinda amabilis är en spindelart som beskrevs av Roewer 1928. Berinda amabilis ingår i släktet Berinda och familjen plattbuksspindlar. Inga underarter finns listade.